# マウンテン・ジャム
「マウンテン・ジャム」（Mountain Jam）は、オールマン・ブラザーズ・バンドがドノヴァンの「霧のマウンテン」を元に作り上げたインストゥルメンタル・ジャム。

## 概要
ニューヨークのフィルモア・イーストで、オールマン・ブラザーズ・バンドとグレイトフル・デッドとフリートウッド・マックの3つのバンドがジャム・セッションを行ったときにこの曲は生まれた。ドノヴァンのヒット曲「霧のマウンテン」をベースにして、ジミ・ヘンドリックス・エクスペリエンスの「Third Stone from the Sun」や賛美歌の「Will the Circle Be Unbroken?」の一節が盛り込まれている。グレイトフル・デッドは1968年のアルバム『太陽の賛歌（Anthem of the Sun）』の「Alligator」において、ジャムの一部分を演奏している。
1971年3月12日の金曜日と、13日の土曜日、オールマン・ブラザーズ・バンドはライブ・アルバムを作るためにフィルモア・イーストに出演し、2回ずつ、計4回のコンサートを行った。13日のセカンド・ショウの最後にグループは「マウンテン・ジャム」を演奏した。しかし33分にのぼる長尺の作品だったため、同年7月発売の『フィルモア・イースト・ライヴ』には収録されなかった。D面最後の「ウィッピング・ポスト」のあと、ブッチ・トラックスのたたくティンパニとともに始まるデュアン・オールマンのソロがわずかに収められた。
同年10月29日、デュアン・オールマンがオートバイ事故死を起こす。オールマン・ブラザーズ・バンドは「マウンテン・ジャム」をレコードの二つの面に分けて収録することを決め、1972年2月発売のダブル・アルバム『イート・ア・ピーチ』においてついに発表された。
1992年10月、プロデューサーのトム・ダウドが『フィルモア・イースト・ライヴ』を再編集して『The Fillmore Concerts』のタイトルで発表。この再発盤にめでたく収録された。

## 別バージョン
| アルバム名                                                       | 録音時期と場所                                         | 発売日         |
| ---------------------------------------------------------------- | ------------------------------------------------------ | -------------- |
| Fillmore East, February 1970                                     | 1970年2月11日-14日、ニューヨーク、フィルモア・イースト | 1996年         |
| Live at Ludlow Garage: 1970                                      | 1970年4月11日、オハイオ州シンシナティ                  | 1990年4月20日  |
| Live at the Atlanta International Pop Festival: July 3 & 5, 1970 | 1970年7月3日、5日、ジョージア州バイロン                | 2003年10月21日 |